# 겉옷
겉옷 또는 아우터웨어(영어: outerwear)는 코트, 정장, 스웨터처럼 주로 야외나 옥외에서 다른 옷 위에 입는 옷의 총칭이다. 단순히 아우터라고도 한다. 속에 입는 옷은 속옷 또는 이너웨어라고 한다.

## 목록
- 대학 예복
- 파카
- 앞치마
- 블레이저
- 클로크
- 코트 (옷)
- 더스터
- 모자
- 후디
- 재킷
- 도롱이
- 오버코트
- 피코트
- 폰초
- 바지
- 비옷
- 로브
- 숄
- 셔츠
- 선글라스
- 스웨터
- 스웨트셔츠
- 비니
- 트렌치코트
- 바람막이

## 같이 보기
- 장신구